# Frazee
Frazee é uma cidade localizada no estado americano de Minnesota, no Condado de Becker.

## Demografia
Segundo o censo americano de 2000, a sua população era de 1377 habitantes.
Em 2006, foi estimada uma população de 1409, um aumento de 32 (2.3%).

## Geografia
De acordo com o United States Census Bureau tem uma área de
2,3 km², dos quais 2,2 km² cobertos por terra e 0,1 km² cobertos por água. Frazee localiza-se a aproximadamente 423 m acima do nível do mar.

## Localidades na vizinhança
O diagrama seguinte representa as localidades num raio de 28 km ao redor de Frazee.